# Clairoix
 Clairoix  es una población y comuna francesa, en la región de Picardía, departamento de Oise, en el distrito de Compiègne y cantón de Compiègne-Nord.

## Demografía
| 1357 | 1714 | 1798 | 1580 | 1614 | 1952 |
| Para los censos de 1962 a 1999 la población legal corresponde a la población sin duplicidades (Fuente: INSEE [Consultar]) |      |      |      |      |      |